# Кріс Дугон
Кріс Ніколас Дугон (англ. Chris Nicholas Duhon; нар. 31 серпня 1982) — американський професійний баскетболіст. У наш час[коли?] виступає за клуб НБА «Лос-Анджелес Лейкерс» під 21 номером. Позиція — розігрувач.

## Кар'єра в НБА
Дугон був обраний на драфті 2004 під 38 номером клубом «Чикаго Буллз».
У дебютному сезоні Дугон взяв участь у всіх 82 іграх регулярної першості. У середньому за гру він набирав 5.9 очок та 4.9 результативних передач.
У наступному сезоні Дугон покращив свої статистичні показники, у середньому за гру він набирав 8.7 очок та 5.0 результативних передач.
У сезонах 2006-07 та 2007-08 показники Дугона погіршились. У сезоні 2006-07 Кріс 30 раз виходив у стартовій п'ятірці, у сезоні 2007-08 — лише 18. 7 лютого 2008 Дугон встановив особистий рекорд результативності — 34 очка за гру. 
30 липня 2008 контракт Дугона добіг кінця. Дугон не став продовжувати контракт із «Буллз». 4 липня 2008 він підписав контракт із «Нью-Йорк Нікс».
29 листопада 2008 Дугон встановив клубний рекорд — 22 результативні передачі за гру.
8 липня 2010 Дугон підписав контракт із «Меджик».
10 серпня 2012 Дугон у рамках обміну, в якому взяли участь 4 команди, разом зі своїм напарником по команді Двайтом Говардом перейшов у «Лейкерс».

### Статистика кар'єри в НБА

#### Регулярний сезон
| Сезон   | Команда              | GP  | GS  | MPG  | FG%  | 3P%  | FT%  | RPG | APG | SPG | BPG | PPG  |
| ------- | -------------------- | --- | --- | ---- | ---- | ---- | ---- | --- | --- | --- | --- | ---- |
| 2004–05 | Чикаго Буллз         | 82  | 73  | 26.5 | .352 | .355 | .731 | 2.6 | 4.9 | 1.0 | .0  | 5.9  |
| 2005–06 | Чикаго Буллз         | 74  | 38  | 29.1 | .400 | .360 | .818 | 3.0 | 5.0 | .9  | .0  | 8.7  |
| 2006–07 | Чикаго Буллз         | 78  | 30  | 24.4 | .408 | .359 | .752 | 2.2 | 4.0 | .9  | .1  | 7.2  |
| 2007–08 | Чикаго Буллз         | 66  | 18  | 22.6 | .387 | .348 | .813 | 1.8 | 4.0 | .7  | .0  | 5.8  |
| 2008–09 | Нью-Йорк Нікс        | 79  | 78  | 36.8 | .421 | .391 | .856 | 3.1 | 7.2 | .9  | .1  | 11.1 |
| 2009–10 | Нью-Йорк Нікс        | 67  | 59  | 30.9 | .373 | .349 | .716 | 2.7 | 5.6 | .9  | .0  | 7.4  |
| 2010–11 | Орландо Меджик       | 51  | 5   | 15.2 | .380 | .250 | .560 | 1.0 | 2.3 | .3  | .0  | 2.5  |
| 2011–12 | Орландо Меджик       | 63  | 9   | 19.5 | .419 | .420 | .810 | 1.6 | 2.4 | .6  | .1  | 3.8  |
| 2012–13 | Лос-Анджелес Лейкерс | 46  | 9   | 17.8 | .382 | .363 | .462 | 1.5 | 2.9 | .4  | .0  | 2.9  |
| Кар'єра |                      | 606 | 319 | 25.6 | .393 | .363 | .784 | 2.3 | 4.4 | .8  | .1  | 6.5  |

#### Плей-оф
| Сезон   | Команда              | GP | GS | MPG  | FG%  | 3P%  | FT%   | RPG | APG | SPG | BPG | PPG |
| ------- | -------------------- | -- | -- | ---- | ---- | ---- | ----- | --- | --- | --- | --- | --- |
| 2005    | Чикаго Буллз         | 6  | 5  | 26.5 | .297 | .273 | .818  | 4.3 | 3.5 | .3  | .0  | 6.2 |
| 2006    | Чикаго Буллз         | 6  | 0  | 21.8 | .360 | .438 | .833  | 2.7 | 2.2 | .3  | .0  | 5.0 |
| 2007    | Чикаго Буллз         | 9  | 0  | 19.1 | .290 | .316 | .800  | 1.8 | 2.3 | .3  | .1  | 3.6 |
| 2011    | Орландо Меджик       | 1  | 0  | 4.0  | .500 | .500 | 1.000 | .0  | .0  | .0  | .0  | 5.0 |
| 2012    | Орландо Меджик       | 5  | 0  | 12.2 | .200 | .333 | .000  | 1.4 | 1.8 | 1.0 | .2  | .6  |
| 2013    | Лос-Анджелес Лейкерс | 2  | 0  | 34.0 | .364 | .375 | .000  | 1.5 | 3.5 | 1.0 | .5  | 5.5 |
| Кар'єра |                      | 29 | 5  | 20.5 | .315 | .343 | .774  | 2.4 | 2.4 | .5  | .1  | 4.1 |